# NGC 7569
NGC 7569 (również PGC 70914 lub UGC 12472) – galaktyka spiralna (S0/P), znajdująca się w gwiazdozbiorze Pegaza. Odkrył ją Lewis A. Swift 6 września 1886 roku.